# Dahlenheim
Dahlenheim település Franciaországban, Bas-Rhin megyében. Lakosainak száma 787 fő (2022. január 1.). Dahlenheim Ergersheim, Furdenheim, Kirchheim, Marlenheim, Odratzheim, Osthoffen, Scharrachbergheim-Irmstett, Soultz-les-Bains és Wolxheim községekkel határos.

## Népesség
A település népességének változása:
| Lakosok száma | 767  | 763  | 765  | 775  | 785  | 788  | 784  | 787  |
|               | 2013 | 2015 | 2017 | 2018 | 2019 | 2020 | 2021 | 2022 |